# Tranqueville-Graux
Tranqueville-Graux là một xã ở tỉnh Vosges, vùng Grand Est, Pháp. Xã này có diện tích 14,94 kilômét vuông dân số năm 1999 là 70 người. Xã này nằm ở khu vực có độ cao trung bình 387 m trên mực nước biển.

## Biến động dân số
| 1962                                         | 1968 | 1975 | 1982 | 1990 | 1999 |
| -------------------------------------------- | ---- | ---- | ---- | ---- | ---- |
| 98                                           | 127  | 118  | 89   | 83   | 70   |
| Số liệu từ năm 1962: Dân số không tính trùng |      |      |      |      |      |